# 24-Stunden-Rennen von Le Mans 2010

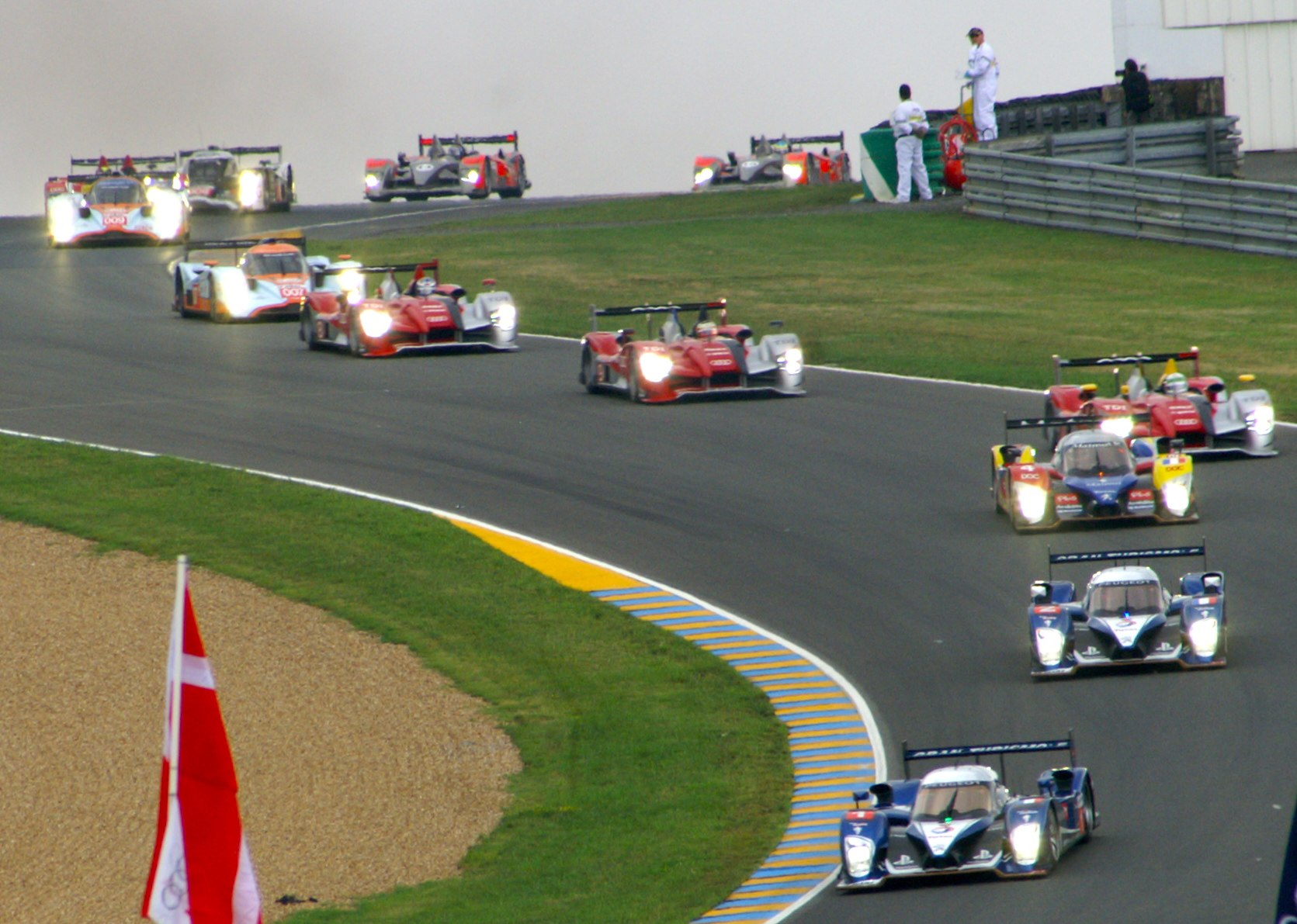
Die LMP1-Fahrzeuge knapp nach dem Rennstart unter dem Dunlop-Bogen; der erste der drei Werks-Peugeot 908 HDi FAP ist bereits enteilt

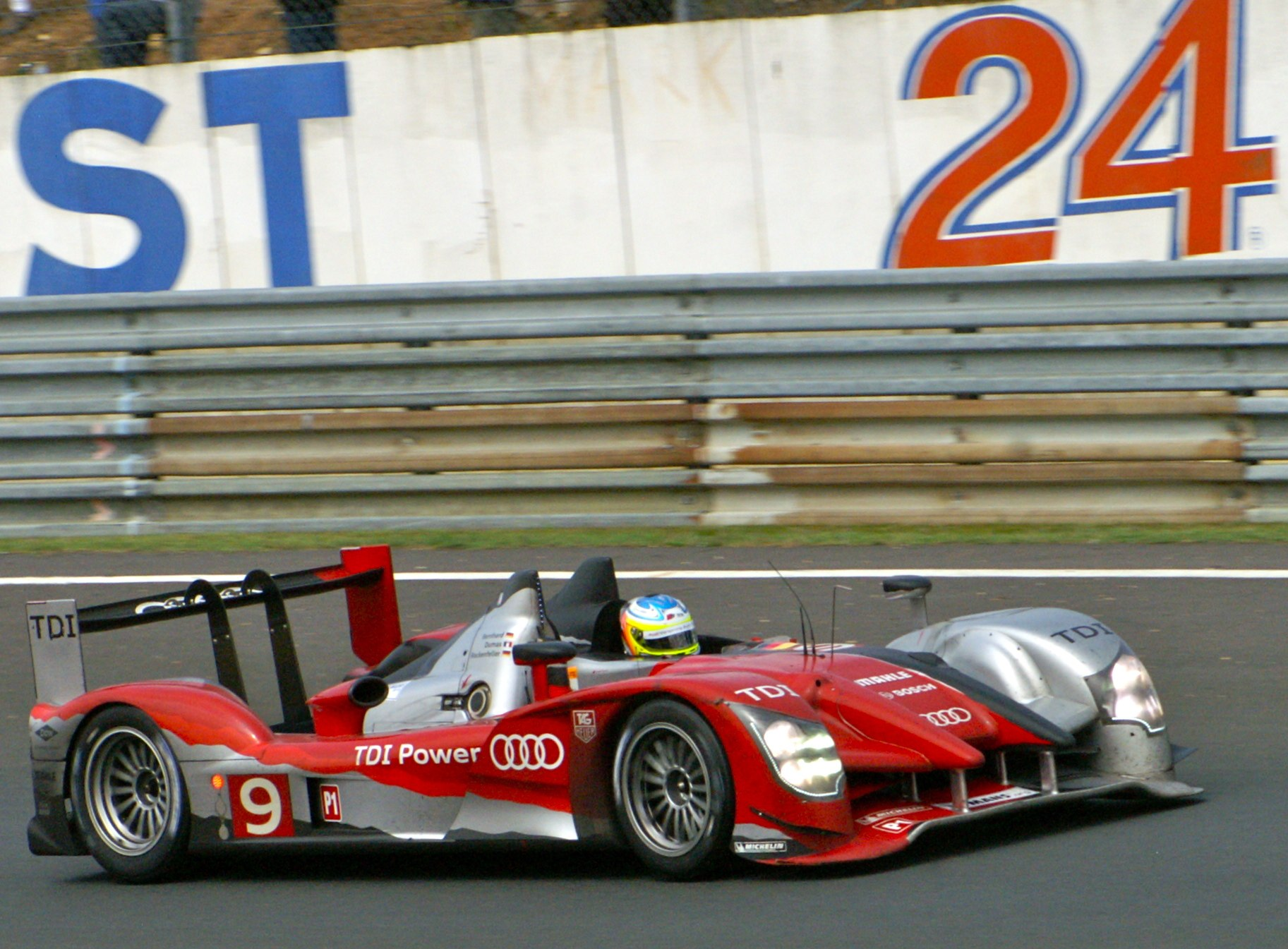
Mike Rockenfeller am Steuer des siegreichen Audi R15 TDI

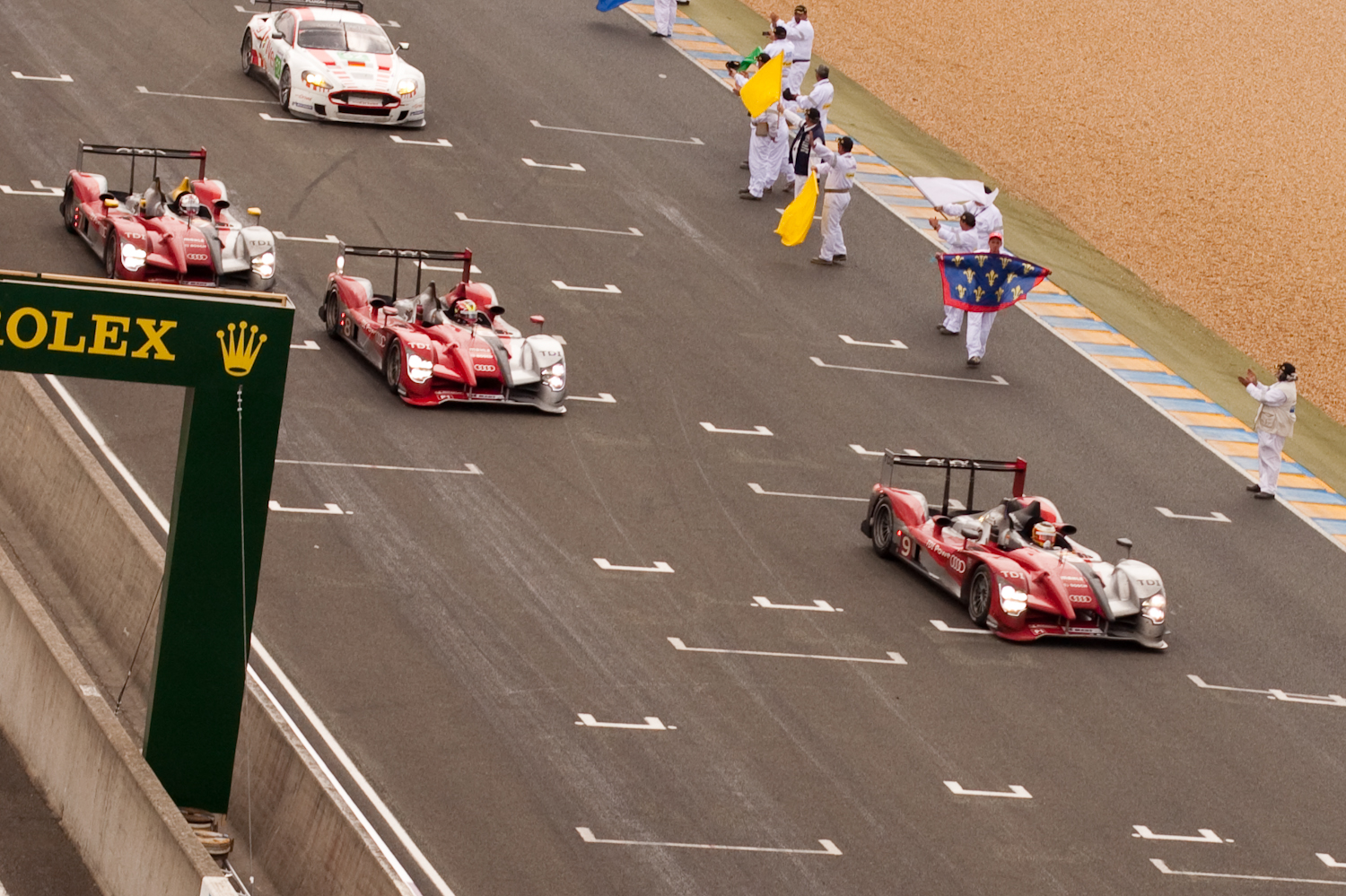
Zieldurchfahrt der drei siegreichen Audi R15 TDI: Mike Rockenfeller vor Benoît Tréluyer und Rinaldo Capello

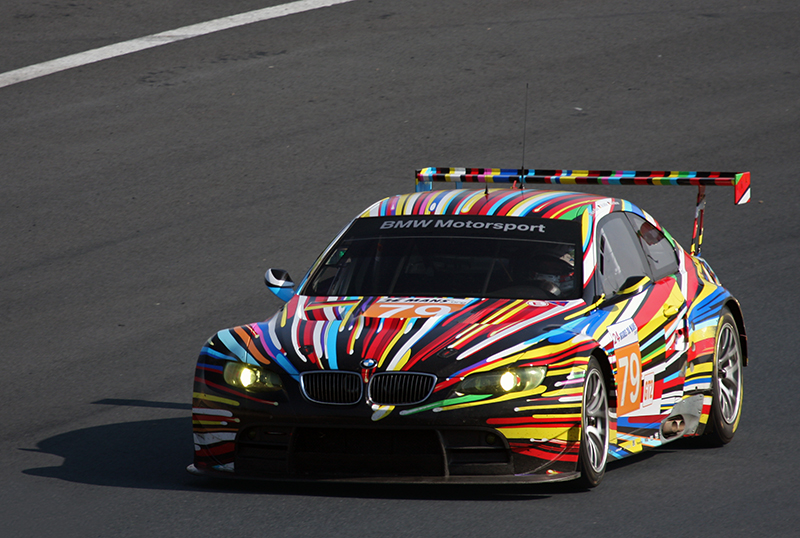
Das von Jeff Koons gestaltete BMW M3 Art Car mit der Startnummer 79 (Ausfall nach 53 gefahrenen Runden durch technischen Defekt)

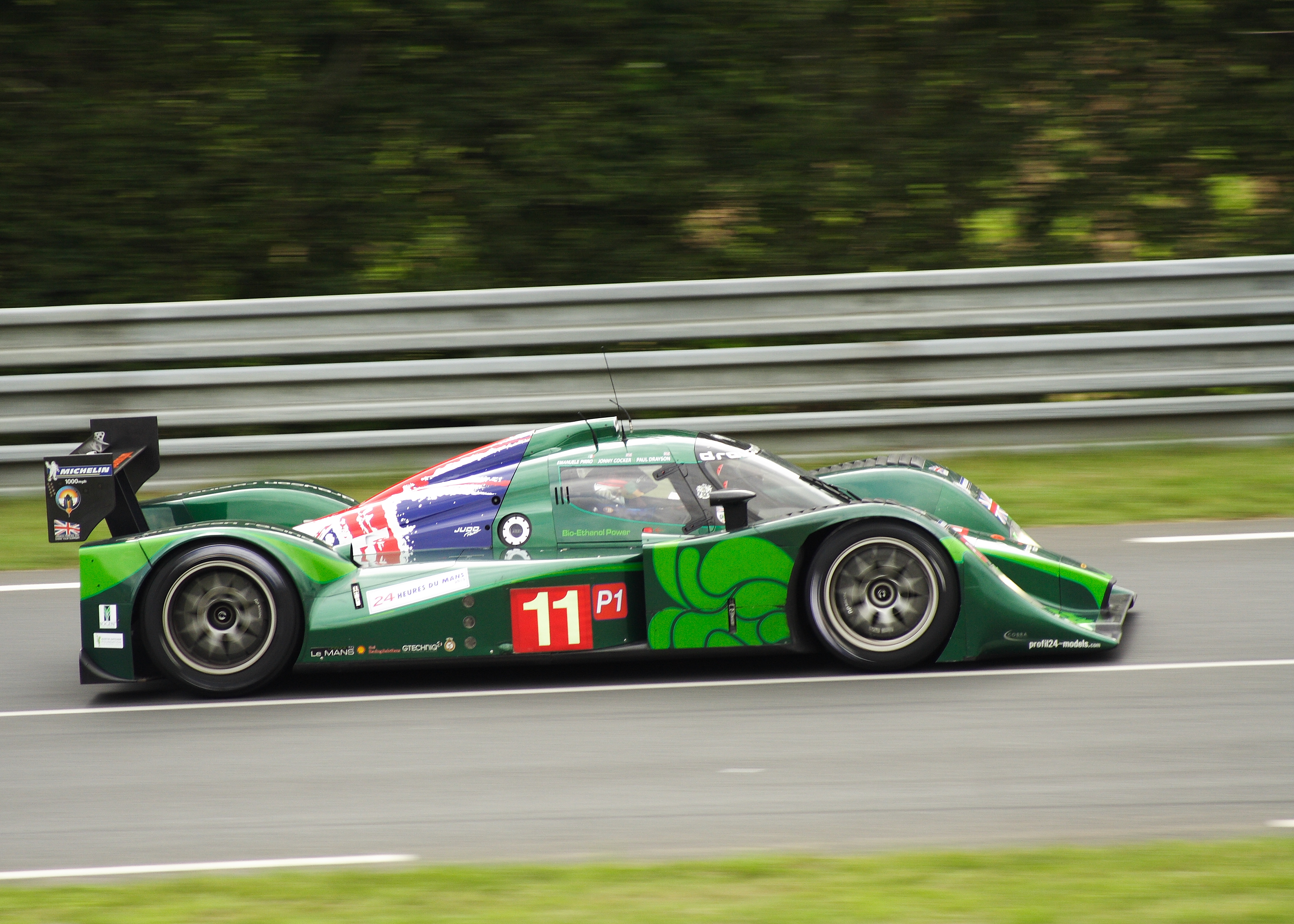
Der LMP1-Drayson-Lola B09/60 mit der Startnummer 11, in dem neben Paul Drayson und Jonny Cocker auch der fünfmalige Le-Mans-Sieger Emanuele Pirro am Steuer saß; wegen zu geringer zurückgelegter Distanz nicht gewertet

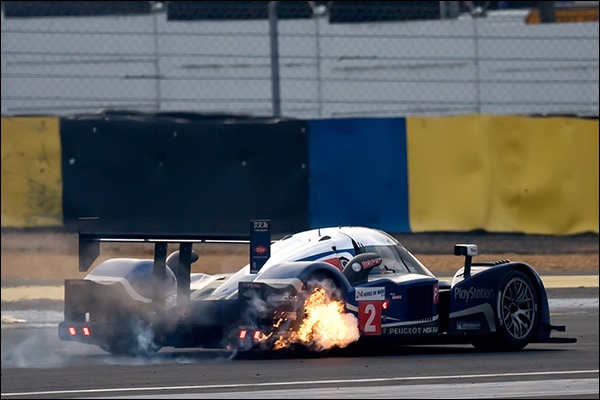
Motorschaden am Peugeot 908 HDi FAP mit der Startnummer 2 am Sonntagvormittag. Am Steuer saß Franck Montagny

Das 78. 24-Stunden-Rennen von Le Mans, der 78e Grand Prix d’Endurance les 24 Heures du Mans, auch 24 Heures du Mans, Circuit de la Sarthe, Le Mans, fand vom 12. bis 13. Juni 2010 auf dem Circuit des 24 Heures statt.

## Das Rennen

### Rekorde
Der siegreiche Audi R15 TDI, gefahren von Mike Rockenfeller, Timo Bernhard und Romain Dumas übertraf, bedingt durch ein lange Zeit enges Rennen gegen die Peugeot 908 HDi FAP, den seit 1971 bestehenden Distanzrekord, mit ebenfalls 397 Runden, die aber inzwischen 5410,713 km entsprechen.

### Meldungen
Am 19. November 2009 veröffentlichte der Automobile Club de l’Ouest seine automatische Startliste für das 24-Stunden-Rennen von Le Mans 2010. Diese Liste wurde ermittelt aus dem jeweils Ersten und Zweiten der vier Le-Mans-Klassen des Vorjahresrennen, der American Le Mans Series, der Le Mans Series, der Asian Le Mans Series, der FIA-GT-Meisterschaft sowie den Siegern des Petit Le Mans auf Road Atlanta. Eine automatische Meldung bekam auch der Sieger der Michelin-Green-X-Challenge. 29 Teams wurden eingeladen, 21 akzeptierten und planten, am Rennen teilzunehmen.
Inklusive dieser 29 Fahrzeuge registrierte der ACO 85 Meldungen. Am 4. Februar gab der ACO die 55 Starter des Rennens bekannt. Zum ersten Mal in der Geschichte des 24-Stunden-Rennens mussten die Teams zu den Fahrzeugen auch mindestens einen Fahrer pro Team als fix melden. Die weiteren Piloten pro Team mussten bis spätestens 12. Mai dem Veranstalter bekannt gegeben werden.

### Die Teams

#### LMP1
Audi gab am 5. Februar die neun Piloten bekannt, die den überarbeiteten Audi R15 TDI in Le Mans fuhren. Ein Team bildeten wieder der Le-Mans-Rekordsieger Tom Kristensen mit Allan McNish und Rinaldo Capello. Den zweiten Wagen pilotierten Timo Bernhard und Romain Dumas, die bereits im Vorjahr den Diesel-Prototyp fuhren. Zu ihnen kam Mike Rockenfeller ins Team, der 2009 noch eine Mannschaft mit Lucas Luhr und Alexandre Prémat gebildet hatte. Das dritte Fahrzeug wurde mit Neuverpflichtungen besetzt: André Lotterer, 2009 für Colin Kolles im Audi R10 TDI Siebter in der Gesamtwertung, bildete ein Fahrerteam mit dem Schweizer Marcel Fässler und dem Franzosen Benoît Tréluyer. Tréluyer steuerte 2009 einen Peugeot 908 HDi FAP für das Team von Henri Pescarolo und hatte in der Nacht einen schweren Unfall, den er unverletzt überlebte.
Am 22. Februar gab auch Peugeot bereits die restlichen Fahrer bekannt und beendete gleichzeitig die Spekulation darüber, ob der mehrfache Rallye-Weltmeister Sébastien Loeb erneut in Le Mans startete. Es galt den im Siegerwagen des Vorjahres engagierten David Brabham zu ersetzen, der für Highcroft Racing einen Acura ARX-01 in der LMP2-Klasse fuhr. Da Loeb nicht genug freie Testzeit zur Verfügung hatte, um sich an den Peugeot 908 zu gewöhnen, wurde auf seinen Einsatz verzichtet. Stattdessen verpflichtete Peugeot den ehemaligen Honda-Testfahrer und Super Aguri-Formel-1-Piloten Anthony Davidson. Das zweite Team wurde umgestellt, wo zu Franck Montagny und Stéphane Sarrazin nun Nicolas Minassian ins Auto kam. Sébastien Bourdais, der im Vorjahr in diesem Wagen saß, bildete nun ein Team mit Pedro Lamy und Simon Pagenaud, der neu ins Team kam. Ersatzfahrer war Christian Klien.
Der Formel-1-Weltmeister von 1992, Nigel Mansell, gab 2010 im Alter von 57 Jahren sein Debüt beim 24-Stunden-Rennen. Gemeinsam mit seinen Söhnen Leo und Greg fuhr er einen Ginetta-Zytek GZ09S. Am 8. April gab das japanische Dome-Team seinen Startverzicht bekannt. Als erste Reserve kam damit das französische Pegasus-Team mit seinem Norma M200 der Klasse LMP2 ins Starterfeld.

#### LMP2
2010 war in der LMP2-Klasse kein Porsche RS Spyder am Start. Erstmals nahm jedoch Acura am 24-Stunden-Rennen teil. Mit Karim Ajlani ging zum zweiten Mal ein Syrer an den Start, der für OAK Racing einen Pescarolo 01-Judd steuerte.

#### GT1
Die GT1-Klasse hatte 2010 acht Starter. Luc Alphand vertraute weiter auf die Corvette C6.R und brachte zwei Fahrzeuge an den Start. Mit Spannung wurde die Rückkehr von Ford an der Sarthe erwartet, wo drei Ford GT1 in dieser Klasse am Start waren.

#### GT2
Corvette Racing ging mit der neuen Renn-Corvette in der GT2-Klasse an den Start. Auch BMW gab ein Comeback in Le Mans. Nachdem der ACO die neuen BMW M3 GT2 homologiert hatte, setzte BMW Motorsport zwei Wagen ein. Das deutsche Rennteam hatte die beiden Werksfahrer Jörg Müller und Andy Priaulx als Piloten offiziell bestätigt. Das AF-Corse-Team, für das in der Le Mans Series neben Toni Vilander auch die beiden ehemaligen Formel-1-Piloten Jean Alesi und Giancarlo Fisichella an den Start gingen, setzte zwei Ferrari ein. Fisichella gab sein Le-Mans-Debüt, Alesi fuhr bereits 1989 in Le Mans.

### Der Rennverlauf
Ein Peugeot 908 HDi FAP, den sich Sébastien Bourdais, Pedro Lamy und Simon Pagenaud teilten, startete von der Pole-Position, nachdem Bourdais im ersten Qualifying die schnellste Runde des gesamten Qualifyings gefahren war. Das Team führte die ersten zwei Stunden, bevor es in der dritten Stunde wegen eines Defekts an der Aufhängung aufgeben musste. Dadurch ging die Führung an das Schwesterteam von Peugeot mit Anthony Davidson, Marc Gené und Alexander Wurz über, bis sie in die Garage mussten, um einen defekten Generator auszutauschen. Peugeots drittes Trio mit Nicolas Minassian, Franck Montagny und Stéphane Sarrazin führte die folgenden 144 Runden, bevor der Motor wegen eines Pleuelschadens ausfiel. Damit ging die Führung an einen Audi R15 TDI plus, gefahren von Timo Bernhard, Romain Dumas und Mike Rockenfeller.  Für Bernhard, Dumas und Rockenfeller war es der erste Le-Mans-Sieg und für Audi der neunte Gesamtsieg seit dem Jahr 2000. Das Trio Marcel Fässler, André Lotterer und Benoît Tréluyer vom Audi Sport Team Joest kam mit einer Runde Rückstand als Zweite ins Ziel, und ihre Teamkollegen Rinaldo Capello, Tom Kristensen und Allan McNish komplettierten mit weiteren zwei Runden Rückstand als Dritte den Gesamtsieg für Audi.

## Einladungen

### Startliste
| Startliste | Startliste             | Startliste                   | Startliste                  | Startliste | Startliste            | Startliste               | Startliste             |
| No.        | Nation                 | Team                         | Fahrzeug                    | Reifen     | Fahrer                | Fahrer                   | Fahrer                 |
| LMP1       | LMP1                   | LMP1                         | LMP1                        | LMP1       | LMP1                  | LMP1                     | LMP1                   |
| ---------- | ---------------------- | ---------------------------- | --------------------------- | ---------- | --------------------- | ------------------------ | ---------------------- |
| 1          | Frankreich             | Team Peugeot Total           | Peugeot 908 HDi FAP         | M          | Alexander Wurz        | Marc Gené                | Anthony Davidson       |
| 2          | Frankreich             | Team Peugeot Total           | Peugeot 908 HDi FAP         | M          | Nicolas Minassian     | Stéphane Sarrazin        | Franck Montagny        |
| 3          | Frankreich             | Peugeot Sport Total          | Peugeot 908 HDi FAP         | M          | Sébastien Bourdais    | Pedro Lamy               | Simon Pagenaud         |
| 4          | Frankreich             | Team Oreca Matmut            | Peugeot 908 HDi FAP         | M          | Olivier Panis         | Nicolas Lapierre         | Loïc Duval             |
| 5          | Vereinigtes Konigreich | Beechdean Mansell Motorsport | Ginetta-Zytek GZ09S         | D          | Nigel Mansell         | Leo Mansell              | Greg Mansell           |
| 6          | Frankreich             | AIM Team Oreca               | Oreca 01                    | M          | Soheil Ayari          | Andrew Meyrick           | Didier André           |
| 7          | Deutschland            | Audi Sport Team Joest        | Audi R15 TDI                | M          | Tom Kristensen        | Allan McNish             | Rinaldo Capello        |
| 8          | Deutschland            | Audi Sport Team Joest        | Audi R15 TDI                | M          | André Lotterer        | Marcel Fässler           | Benoît Tréluyer        |
| 9          | Deutschland            | Audi Sport North America     | Audi R15 TDI                | M          | Mike Rockenfeller     | Timo Bernhard            | Romain Dumas           |
| 10         | Japan                  | Dome Racing Team             | Dome S102                   | M          | Sébastien Philippe    |                          |                        |
| 11         | Vereinigtes Konigreich | Paul Drayson Racing          | Lola B09/60                 | M          | Paul Drayson          | Jonny Cocker             | Emanuele Pirro         |
| 12         | Schweiz                | Rebellion Racing             | Lola B10/60                 | M          | Nicolas Prost         | Neel Jani                | Marco Andretti         |
| 13         | Schweiz                | Rebellion Racing             | Lola B10/60                 | M          | Andrea Belicchi       | Jean-Christophe Boullion | Guy Smith              |
| 14         | Deutschland            | Kolles                       | Audi R10 TDI                | M          | Christijan Albers     | Scott Tucker             | Manuel Rodrigues       |
| 15         | Deutschland            | Kolles                       | Audi R10 TDI                | M          | Christophe Bouchut    | Oliver Jarvis            | Christian Bakkerud     |
| 17         | Frankreich             | Pescarolo Sport              | Pescarolo 01                | M          | Ho-Pin Tung           |                          |                        |
| 18         | Frankreich             | Sora Racing                  | Pescarolo 01                | M          | Christophe Tinseau    |                          |                        |
| 19         | Vereinigte Staaten     | Autocon Motorsports          | Lola B06/10                 | D          | Michael Lewis         | Bryan Willman            | Tony Burgess           |
| 007        | Vereinigtes Konigreich | Aston Martin Racing          | Lola-Aston Martin LMP1      | M          | Harold Primat         | Stefan Mücke             | Adrián Fernández       |
| 008        | Frankreich             | Signature-Plus               | Lola-Aston Martin LMP1      | M          | Pierre Ragues         | Franck Mailleux          | Vanina Ickx            |
| 009        | Vereinigtes Konigreich | Aston Martin Racing          | Lola-Aston Martin LMP1      | M          | Darren Turner         | Juan Barazi              | Sam Hancock            |
| LMP2       |                        |                              |                             |            |                       |                          |                        |
| 24         | Frankreich             | OAK Racing                   | Pescarolo 01                | D          | Jacques Nicolet       | Jean-François Yvon       | Richard Hein           |
| 25         | Vereinigtes Konigreich | RML                          | Lola B08/80                 | D          | Mike Newton           | Thomas Erdos             | Andy Wallace           |
| 26         | Vereinigte Staaten     | Highcroft Racing             | Acura ARX-01C               | M          | David Brabham         | Marino Franchitti        | Marco Werner           |
| 28         | Schweiz                | Race Performance AG          | Radical SR9                 | D          | Pierre Bruneau        | Marc Rostan              | Ralph Meichtry         |
| 29         | Italien                | Racing Box SRL               | Lola B08/80                 | P          | Luca Pirri            | Marco Cioci              | Piergiuseppe Perazzini |
| 35         | Frankreich             | OAK Racing                   | Pescarolo 01                | D          | Matthieu Lahaye       | Guillaume Moreau         | Jan Charouz            |
| 37         | Frankreich             | Gerard Welter                | WR LMP2008                  | D          | Philippe Salini       | Stéphane Salini          | Tristan Gommendy       |
| 38         | Frankreich             | Pegasus Racing               | Norma M200                  | D          | Julien Schell         | Frédéric Da Rocha        | David Zollinger        |
| 39         | Deutschland            | KSM                          | Lola B08/40                 | D          | Jean de Pourtales     | Hideki Noda              | Jonathan Kennard       |
| 40         | Portugal               | Quifel ASM Racing            | Ginetta-Zytek GZ09S/2       | D          | Miguel Amaral         | Olivier Pla              | Warren Hughes          |
| 41         | Vereinigtes Konigreich | Team Bruichladdich           | Ginetta-Zytek GZ09S/2       | D          | Karim Ojjeh           | Tim Greaves              | Gary Chalandon         |
| 42         | Vereinigtes Konigreich | Strakka Racing               | Acura ARX-01C               | M          | Nick Leventis         | Danny Watts              | Jonny Kane             |
| GT1        |                        |                              |                             |            |                       |                          |                        |
| 50         | Frankreich             | Larbre Compétition           | Saleen S7R                  | M          | Roland Bervillé       | Julien Canal             | Gabriele Gardel        |
| 52         | Deutschland            | Young Driver AMR             | Aston Martin DBR9           | M          | Christoffer Nygaard   | Tomáš Enge               | Peter Kox              |
| 53         | Belgien                | Pekaracing NV                | Corvette C6.R               |            | Anthony Kumpen        |                          |                        |
| 60         | Schweiz                | Matech Competition           | Ford GT1                    | M          | Thomas Mutsch         | Romain Grosjean          | Jonathan Hirschi       |
| 61         | Schweiz                | Matech Competition           | Ford GT1                    | M          | Natacha Gachnang      | Cyndie Allemann          | Rahel Frey             |
| 69         | Japan                  | JLOC                         | Lamborghini Murciélago R-GT | Y          | Atsushi Yogō          | Kōji Yamanishi           | Hiroyuki Iiri          |
| 70         | Belgien                | Marc VDS Racing Team         | Ford GT1                    | M          | Eric de Doncker       | Bas Leinders             | Markus Palttala        |
| 72         | Frankreich             | Luc Alphand Aventures        | Corvette C6.R               | D          | Stéphan Grégoire      | Jérôme Policand          | David Hart             |
| 73         | Frankreich             | Luc Alphand Aventures        | Corvette C6.R               | D          | Julien Jousse         | Xavier Maassen           | Patrice Goueslard      |
| GT2        |                        |                              |                             |            |                       |                          |                        |
| 63         | Vereinigte Staaten     | Corvette Racing              | Corvette C6 ZR1             | M          | Jan Magnussen         | Johnny O’Connell         | Antonio García         |
| 64         | Vereinigte Staaten     | Corvette Racing              | Corvette C6 ZR1             | M          | Oliver Gavin          | Olivier Beretta          | Emmanuel Collard       |
| 75         | Belgien                | Prospeed Competition         | Porsche 997 GT3 RSR         | M          | Paul van Splunteren   | Niek Hommerson           | Louis Machiels         |
| 76         | Frankreich             | IMSA Performance Matmut      | Porsche 997 GT3 RSR         | M          | Raymond Narac         | Patrick Pilet            | Patrick Long           |
| 77         | Deutschland            | Team Felbermayr-Proton       | Porsche 997 GT3 RSR         | M          | Marc Lieb             | Richard Lietz            | Wolf Henzler           |
| 78         | Deutschland            | BMW Motorsport               | BMW M3 GT2                  | D          | Jörg Müller           | Uwe Alzen                | Augusto Farfus         |
| 79         | Deutschland            | BMW Motorsport               | BMW M3 GT2                  | D          | Andy Priaulx          | Dirk Müller              | Dirk Werner            |
| 80         | Vereinigte Staaten     | Flying Lizard Motorsports    | Porsche 997 GT3 RSR         | M          | Seth Neiman           | Jörg Bergmeister         | Darren Law             |
| 81         | Vereinigte Staaten     | Jaguar Rocketsports Racing   | Jaguar XKRS                 | Y          | Paul Gentilozzi       | Ryan Dalziel             | Marc Goossens          |
| 82         | Vereinigte Staaten     | Risi Competizione            | Ferrari F430 GT2            | M          | Jaime Melo            | Gianmaria Bruni          | Pierre Kaffer          |
| 83         | Vereinigte Staaten     | Risi Competizione            | Ferrari F430 GT2            | M          | Tracy Krohn           | Niclas Jönsson           | Eric van de Poele      |
| 84         | Vereinigtes Konigreich | Modena Group Racing          | Ferrari F430 GT2            | M          | Roman Russinow        |                          |                        |
| 85         | Niederlande            | Spyker Squadron              | Spyker C8 Laviolette GT2-R  | M          | Tom Coronel           | Peter Dumbreck           | Jeroen Bleekemolen     |
| 88         | Deutschland            | Team Felbermayr-Proton       | Porsche 997 GT3 RSR         | M          | Horst Felbermayr sen. | Horst Felbermayr jun.    | Miroslav Konôpka       |
| 89         | Deutschland            | Hankook Team Farnbacher      | Ferrari F430 GT2            | H          | Dominik Farnbacher    | Allan Simonsen           | Leh Keen               |
| 92         | Vereinigtes Konigreich | JMW Motorsport               | Aston Martin V8 Vantage GT2 | D          | Rob Bell              | Tim Sugden               | Bryce Miller           |
| 95         | Italien                | AF Corse                     | Ferrari F430 GT2            | M          | Giancarlo Fisichella  | Jean Alesi               | Toni Vilander          |
| 96         | Italien                | AF Corse SRL                 | Ferrari F430 GT2            | M          | Luís Pérez Companc    | Matías Russo             | Mika Salo              |
| 97         | Italien                | BMS Scuderia Italia SpA      | Porsche 997 GT3 RSR         | M          | Richard Westbrook     | Marco Holzer             | Timo Scheider          |

### Reservefahrzeuge
Wie in den Jahren davor veröffentlichte der ACO mit der Startliste auch die Liste der Reserve-Fahrzeuge. 2010 gab es hierbei eine Neuerung. Jeweils fünf Teams wurden als LMP- bzw. GT-Fahrzeuge auf die Liste gesetzt und würden jene Teams ersetzen, die aus den unterschiedlichsten Gründen am Rennen nicht teilnehmen könnten. Wobei die LMP-Reservisten nur Fahrzeuge der LMP1- und LMP2-Klasse ersetzen dürften. Selbes Prozedere galt für die GT-Wagen. Die Nachrückung erfolgte in der Reihenfolge der Nominierung.
| Reserve     | Reserve | Reserve | Reserve             | Reserve                    | Reserve                     | Reserve         |
| Reihenfolge | Klasse  | No.     | Nation              | Team                       | Fahrzeug                    | Status          |
| LMP         | LMP     | LMP     | LMP                 | LMP                        | LMP                         | LMP             |
| ----------- | ------- | ------- | ------------------- | -------------------------- | --------------------------- | --------------- |
| 1. Reserve  | LMP2    | 38      | Frankreich          | Pegasus Racing             | Norma M200-Judd             | nachgerückt     |
| 2. Reserve  | LMP1    | 23      | Japan               | Tōkai University YGK Power | Courage-Oreca LC70-YGK      | zurückgezogen   |
| 3. Reserve  | LMP2    | 39      | Deutschland         | Kruse-Schiller Motorsport  | Lola B08/40-Judd            | nachgerückt     |
| 4. Reserve  | LMP2    | 28      | Frankreich          | José Ibañez                | Lola B05/40-Judd            | zurückgezogen   |
| 5. Reserve  | LMP1    | 22      | Japan               | Kaneko Racing              | Courage LC70-Judd           | zurückgezogen   |
| GT          |         |         |                     |                            |                             |                 |
| 1. Reserve  | GT2     | 88      | Deutschland         | Team Felbermayr-Proton     | Porsche 997 GT3-RSR         | nachgerückt     |
| 2. Reserve  | GT2     | 91      | China Volksrepublik | Team Hong Kong Racing      | Aston Martin V8 Vantage GT2 | zurückgezogen   |
| 3. Reserve  | GT2     | 95      | Italien             | AF Corse SRL               | Ferrari F430 GT2            | nachgerückt     |
| 4. Reserve  | GT1     | 60      | Schweiz             | Matech Competition         | Ford GT1                    | nachgerückt     |
| 5. Reserve  | GT2     | 86      | Niederlande         | Spyker Squadron            | Spyker C8 Laviolette GT2-R  | kein Startplatz |

## Ergebnisse

### Piloten nach Nationen
| 42 Franzosen   | 28 Briten      | 17 Deutsche | 12 US-Amerikaner | 10 Schweizer  |
| 8 Italiener    | 8 Niederländer | 6 Belgier   | 5 Dänen          | 4 Japaner     |
| 4 Österreicher | 3 Brasilianer  | 3 Finnen    | 3 Portugiesen    | 2 Argentinier |
| 2 Australier   | 2 Monegassen   | 2 Tschechen | 2 Spanier        | 1 Kanadier    |
| 1 Mexikaner    | 1 Saudi        | 1 Schwede   | 1 Slowake        |               |

### Schlussklassement
| Pos.            | Klasse | Nr. | Team                       | Fahrer                                                           | Chassis                           | Motor                      | Reifen | Runden |
| --------------- | ------ | --- | -------------------------- | ---------------------------------------------------------------- | --------------------------------- | -------------------------- | ------ | ------ |
| 1               | LMP1   | 9   | Audi Sport North America   | Mike Rockenfeller Timo Bernhard Romain Dumas                     | Audi R15 TDI Plus                 | Audi TDI 5.5L Turbo V10    | M      | 397    |
| 2               | LMP1   | 8   | Audi Sport Team Joest      | André Lotterer Marcel Fässler Benoît Tréluyer                    | Audi R15 TDI Plus                 | Audi TDI 5.5L Turbo V10    | M      | 396    |
| 3               | LMP1   | 7   | Audi Sport Team Joest      | Tom Kristensen Allan McNish Rinaldo Capello                      | Audi R15 TDI Plus                 | Audi TDI 5.5L Turbo V10    | M      | 394    |
| 4               | LMP1   | 6   | AIM Team Oreca Matmut      | Soheil Ayari Didier André Andrew Meyrick                         | ORECA 01                          | AIM YS 5.5L V10            | D      | 369    |
| 5               | LMP2   | 42  | Strakka Racing             | Nick Leventis Danny Watts Jonny Kane                             | HPD ARX-01C                       | HPD AL7R 3.4L V8           | M      | 367    |
| 6               | LMP1   | 007 | Aston Martin Racing        | Harold Primat Stefan Mücke Adrián Fernández                      | Lola-Aston Martin LMP1            | Aston Martin 6.0L V12      | M      | 365    |
| 7               | LMP2   | 35  | OAK Racing                 | Matthieu Lahaye Guillaume Moreau Jan Charouz                     | Pescarolo 01                      | Judd DB 3.4L V8            | D      | 361    |
| 8               | LMP2   | 25  | RML                        | Mike Newton Thomas Erdos Andy Wallace                            | Lola B08/80                       | HPD AL7R 3.4L V8           | D      | 358    |
| 9               | LMP2   | 24  | OAK Racing                 | Jacques Nicolet Richard Hein Jean-François Yvon                  | Pescarolo 01                      | Judd DB 3.4L V8            | D      | 341    |
| 10              | LMP2   | 41  | Team Bruichladdich         | Tim Greaves Karim Ojjeh Gary Chalandon                           | Ginetta-Zytek GZ09S/2             | Zytek ZG348 3.4L V8        | D      | 341    |
| 11              | LMGT2  | 77  | Team Felbermayr-Proton     | Marc Lieb Richard Lietz Wolf Henzler                             | Porsche 997 GT3 RSR               | Porsche 4.0L Flat-6        | M      | 338    |
| 12              | LMGT2  | 89  | Hankook Team Farnbacher    | Dominik Farnbacher Allan Simonsen Leh Keen                       | Ferrari F430 GTC                  | Ferrari 4.0L V8            | H      | 336    |
| 13              | LMGT1  | 50  | Larbre Compétition         | Roland Bervillé Julien Canal Gabriele Gardel                     | Saleen S7R                        | Ford 7.0L V8               | M      | 331    |
| 14              | LMGT2  | 97  | BMS Scuderia Italia SpA    | Marco Holzer Richard Westbrook Timo Scheider                     | Porsche 997 GT3 RSR               | Porsche 4.0L Flat-6        | M      | 327    |
| 15              | LMGT1  | 72  | Luc Alphand Aventures      | Stéphan Grégoire Jérôme Policand David Hart                      | Chevrolet Corvette C6.R           | Chevrolet LS7.R 7.0L V8    | D      | 327    |
| 16              | LMGT2  | 95  | AF Corse SRL               | Giancarlo Fisichella Jean Alesi Toni Vilander                    | Ferrari F430 GTC                  | Ferrari 4.0L V8            | M      | 323    |
| 17              | LMGT2  | 76  | IMSA Performance Matmut    | Raymond Narac Patrick Pilet Patrick Long                         | Porsche 997 GT3 RSR               | Porsche 4.0L Flat-6        | M      | 321    |
| 18              | LMP2   | 28  | Race Performance AG        | Pierre Bruneau Marc Rostan Ralph Meichtry                        | Radical SR9                       | Judd DB 3.4L V8            | D      | 321    |
| 19              | LMGT2  | 78  | BMW Motorsport             | Jörg Müller Augusto Farfus Uwe Alzen                             | BMW M3 GT2                        | BMW 4.0L V8                | D      | 320    |
| 20              | LMP2   | 40  | Quifel ASM Team            | Miguel Amaral Olivier Pla Warren Hughes                          | Ginetta-Zytek GZ09S/2             | Zytek ZG348 3.4L V8        | M      | 318    |
| 21              | LMGT2  | 75  | Prospeed Competition       | Paul van Splunteren Niek Hommerson Louis Machiels                | Porsche 997 GT3 RSR               | Porsche 4.0L Flat-6        | M      | 317    |
| 22              | LMGT1  | 52  | Young Driver AMR           | Tomáš Enge Christoffer Nygaard Peter Kox                         | Aston Martin DBR9                 | Aston Martin 6.0L V12      | M      | 311    |
| 23              | LMP2   | 37  | Gerard Welter              | Philippe Salini Stéphane Salini Tristan Gommendy                 | WR LMP2008                        | Zytek ZG348 3.4L V8        | D      | 308    |
| 24              | LMGT2  | 88  | Team Felbermayr-Proton     | Horst Felbermayr senior Horst Felbermayr junior Miroslav Konôpka | Porsche 997 GT3 RSR               | Porsche 4.0L Flat-6        | M      | 304    |
| 25              | LMP2   | 26  | Highcroft Racing           | David Brabham Marino Franchitti Marco Werner                     | HPD ARX-01C                       | HPD AL7R 3.4L V8           | M      | 296    |
| 26              | LMP2   | 39  | KSM                        | Jean de Pourtales Hideki Noda Jonathan Kennard                   | Lola B07/40                       | Judd DB 3.4L V8            | D      | 291    |
| 27              | LMGT2  | 85  | Spyker Squadron            | Tom Coronel Peter Dumbreck Jeroen Bleekemolen                    | Spyker Laviolette GT2-R           | Audi 4.0L V8               | M      | 280    |
| Nicht klassiert |        |     |                            |                                                                  |                                   |                            |        |        |
| 28              | LMP1   | 11  | Drayson Racing             | Paul Drayson Jonny Cocker Emanuele Pirro                         | Lola B09/60                       | Judd GV5.5L V10            | M      | 253    |
| Ausgefallen     |        |     |                            |                                                                  |                                   |                            |        |        |
| 29              | LMP1   | 4   | Team Oreca Matmut          | Olivier Panis Nicolas Lapierre Loïc Duval                        | Peugeot 908 HDi FAP               | Peugeot HDi 5.5L Turbo V12 | M      | 373    |
| 30              | LMP1   | 009 | Aston Martin Racing        | Darren Turner Juan Barazi Sam Hancock                            | Aston Martin LMP1                 | Aston Martin 6.0L V12      | M      | 368    |
| 31              | LMP1   | 1   | Team Peugeot Total         | Alexander Wurz Marc Gené Anthony Davidson                        | Peugeot 908 HDi FAP               | Peugeot HDi 5.5L Turbo V12 | M      | 360    |
| 32              | LMP1   | 15  | Kolles                     | Christian Bakkerud Oliver Jarvis Christijan Albers               | Audi R10 TDI                      | Audi TDI 5.5L Turbo V12    | M      | 331    |
| 33              | LMP1   | 008 | Signature-Plus             | Pierre Ragues Franck Mailleux Vanina Ickx                        | Aston Martin LMP1                 | Aston Martin 6.0L V12      | D      | 302    |
| 34              | LMP1   | 2   | Team Peugeot Total         | Nicolas Minassian Stéphane Sarrazin Franck Montagny              | Peugeot 908 HDi FAP               | Peugeot HDi 5.5L Turbo V12 | M      | 264    |
| 35              | LMGT2  | 64  | Corvette Racing            | Oliver Gavin Olivier Beretta Emmanuel Collard                    | Chevrolet Corvette C6 ZR1         | Chevrolet 5.5L V8          | M      | 255    |
| 36              | LMGT1  | 73  | Luc Alphand Aventures      | Julien Jousse Xavier Maassen Patrice Goueslard                   | Chevrolet Corvette C6.R           | Chevrolet LS7.R 7.0L V8    | D      | 238    |
| 37              | LMGT2  | 63  | Corvette Racing            | Johnny O’Connell Jan Magnussen Antonio García                    | Chevrolet Corvette C6 ZR1         | Chevrolet 5.5L V8          | M      | 225    |
| 38              | LMGT2  | 83  | Risi Competizione          | Tracy Krohn Niclas Jönsson Eric van de Poele                     | Ferrari F430 GTC                  | Ferrari 4.0L V8            | M      | 197    |
| 39              | LMP1   | 14  | Kolles                     | Scott Tucker Manuel Rodrigues Christophe Bouchut                 | Audi R10 TDI                      | Audi TDI 5.5L Turbo V12    | M      | 182    |
| 40              | LMP1   | 12  | Rebellion Racing           | Nicolas Prost Neel Jani Marco Andretti                           | Lola B10/60                       | Judd Rebellion 5.5L V10    | M      | 175    |
| 41              | LMGT1  | 60  | Matech Competition         | Thomas Mutsch Romain Grosjean Jonathan Hirschi                   | Ford GT1                          | Ford 5.3L V8               | M      | 171    |
| 42              | LMP1   | 13  | Rebellion Racing           | Jean-Christophe Boullion Andrea Belicchi Guy Smith               | Lola B10/60                       | Judd Rebellion 5.5L V10    | M      | 143    |
| 43              | LMGT1  | 69  | JLOC                       | Atsushi Yogō Kōji Yamanishi Hiroyuki Iiri                        | Lamborghini Murciélago LP670 R-SV | Lamborghini 6.0L V12       | Y      | 138    |
| 44              | LMGT2  | 82  | Risi Competizione          | Jaime Melo Gianmaria Bruni Pierre Kaffer                         | Ferrari F430 GTC                  | Ferrari 4.0L V8            | M      | 116    |
| 45              | LMGT2  | 92  | JMW Motorsport             | Rob Bell Tim Sugden Bryce Miller                                 | Aston Martin V8 Vantage GT2       | Aston Martin 4.5L V8       | D      | 71     |
| 46              | LMGT2  | 80  | Flying Lizard Motorsports  | Seth Neiman Darren Law Jörg Bergmeister                          | Porsche 997 GT3 RSR               | Porsche 4.0L Flat-6        | M      | 61     |
| 47              | LMGT1  | 61  | Matech Competition         | Natacha Gachnang Cyndie Allemann Rahel Frey                      | Ford GT1                          | Ford 5.3L V8               | M      | 59     |
| 48              | LMP2   | 29  | Racing Box SRL             | Luca Pirri Marco Cioci Piergiuseppe Perazzini                    | Lola B08/80                       | Judd DB 3.4L V8            | P      | 57     |
| 49              | LMGT2  | 79  | BMW Motorsport             | Andy Priaulx Dirk Müller Dirk Werner                             | BMW M3 GT2                        | BMW 4.0L V8                | D      | 53     |
| 50              | LMP2   | 38  | Pegasus Racing             | Julien Schell Frédéric Da Rocha David Zollinger                  | Norma M200                        | Judd DB 3.4L V8            | D      | 40     |
| 51              | LMP1   | 3   | Peugeot Sport Total        | Sébastien Bourdais Pedro Lamy Simon Pagenaud                     | Peugeot 908 HDi FAP               | Peugeot HDi 5.5L Turbo V12 | M      | 38     |
| 52              | LMGT1  | 70  | Marc VDS Racing Team       | Eric de Doncker Bas Leinders Markus Palttala                     | Ford GT1                          | Ford 5.0L V8               | M      | 26     |
| 53              | LMP1   | 5   | Beechdean Mansell          | Nigel Mansell Greg Mansell Leo Mansell                           | Ginetta-Zytek GZ09S               | Zytek ZJ458 4.5L V8        | D      | 4      |
| 54              | LMGT2  | 81  | Jaguar Rocketsports Racing | Paul Gentilozzi Ryan Dalziel Marc Goossens                       | Jaguar XKR GT2                    | Jaguar 5.0L V8             | Y      | 4      |
| 55              | LMP1   | 19  | Michael Lewis Autocon      | Michael Lewis Bryan Willman Tony Burgess                         | Lola B06/10                       | AER P32T 4.0L Turbo V8     | D      | 1      |
| Nicht gestartet |        |     |                            |                                                                  |                                   |                            |        |        |
| 56              | LMGT2  | 96  | AF Corse SRL               | Luís Pérez Companc Matías Russo Mika Salo                        | Ferrari F430 GT2                  | Ferrari 4.0L V8            | M      | 1      |

1 Unfall im Training

### Nur in der Meldeliste
Weitere gemeldete Teams, Fahrzeuge und Fahrer finden sich in der Start- und Reserveliste.

### Klassensieger
| Klasse | Fahrer          | Fahrer        | Fahrer            | Fahrzeug            | Platzierung im Gesamtklassement |
| ------ | --------------- | ------------- | ----------------- | ------------------- | ------------------------------- |
| LMP1   | Timo Bernhard   | Romain Dumas  | Mike Rockenfeller | Audi R15 TDI Plus   | Gesamtsieg                      |
| LMP2   | Nick Leventis   | Danny Watts   | Johnny Kane       | HPD ARX-01C         | Rang 5                          |
| LMGT1  | Roland Bervillé | Julien Canal  | Gabriele Gardel   | Saleen S7R          | Rang 13                         |
| LMGT2  | Marc Lieb       | Richard Lietz | Wolf Henzler      | Porsche 997 GT3 RSR | Rang 11                         |

### Renndaten
- Gemeldet: 65
- Gestartet: 55
- Gewertet: 27
- Rennklassen: 4
- Zuschauer: 258.100
- Ehrenstarter des Rennens: Jean-Claude Killy, französischer Skifahrer und Sportfunktionär
- Wetter am Rennwochenende: heiß und trocken
- Streckenlänge: 13,629 km
- Fahrzeit des Siegerteams: 24:01:23.694 Stunden
- Runden des Siegerteams: 397
- Distanz des Siegerteams:  5410,713 km
- Siegerschnitt: 225,228 km/h
- Pole Position: Stéphane Sarrazin – Peugeot 908 Hdi FAP (#2) – 3:19,711 = 245,677 km/h
- Schnellste Rennrunde: Loïc Duval – Peugeot 908 Hdi FAP (#4) – 3:19,074 = 246,463 km/h
- Rennserie: zählte zu keiner Rennserie